# Derby du Black Country
La rivalité entre West Bromwich Albion et les Wolverhampton Wanderers, couramment appelée le Black Country Derby en français : « derby du Pays Noir »,, se réfère à l'antagonisme entre deux des principaux clubs de football du comté des Midlands de l'Ouest. Selon un sondage auprès des supporters et une étude statistique de 2008, cette rivalité est placée au premier rang des rivalités dans le football anglais.
La rivalité est l'une des plus anciennes dans le monde ; elle oppose deux des fondateurs de la Football League en 1888. Leur première rencontre remonte quant à elle en 1883 avec un succès d'Albion quatre buts à deux. Depuis, West Brom confirme sa mainmise sur les statistiques des derbies, en remportant dix de plus que les Wolves de Wolverhampton. Mais ces derniers possèdent un meilleur palmarès, ayant remporté plus de championnats (trois contre un seul pour WBA) et ayant participé à plus de coupes d'Europe que West Brom. Wolverhampton a notamment atteint la première finale de la coupe UEFA en 1972.
Situé à West Bromwich, The Hawthorns est l'enceinte de WBA depuis 1900 tandis que les Wolves évoluent depuis 1889 au Molineux Stadium de Wolverhampton.